# Minnesota City
Minnesota City è un comune degli Stati Uniti d'America, situato nello Stato del Minnesota, nella Contea di Winona.